# Augea
Augea (parfois Augéa) est une commune française située dans le département du Jura, dans la région culturelle et historique de Franche-Comté et la région administrative Bourgogne-Franche-Comté.
Depuis le 1er janvier 2017, cette commune fait partie de la communauté de communes Porte du Jura.

## Géographie
Le village d'Augea est situé dans le Revermont, mais l'ouest de la commune déborde largement sur la Bresse.

### Hameaux
- Bois Laurent
- Bois de la Tour
- Changea
- Jousselot

### Climat
Pour des articles plus généraux, voir Climat de la Bourgogne-Franche-Comté et Climat du département du Jura.
En 2010, le climat de la commune est de type climat des marges montargnardes, selon une étude du Centre national de la recherche scientifique s'appuyant sur une série de données couvrant la période 1971-2000. En 2020, Météo-France publie une typologie des climats de la France métropolitaine dans laquelle la commune est exposée à un climat semi-continental et est dans une zone de transition entre les régions climatiques « Bourgogne, vallée de la Saône » et « Jura ».
Pour la période 1971-2000, la température annuelle moyenne est de 11 °C, avec une amplitude thermique annuelle de 17,3 °C. Le cumul annuel moyen de précipitations est de 1 219 mm, avec 12,6 jours de précipitations en janvier et 8,5 jours en juillet. Pour la période 1991-2020, la température moyenne annuelle observée sur la station météorologique de Météo-France la plus proche, « Pimorin », sur la commune de Pimorin à 9 km à vol d'oiseau, est de 10,0 °C et le cumul annuel moyen de précipitations est de 1 517,6 mm. 
La température maximale relevée sur cette station est de 39 °C, atteinte le 12 août 2003 ; la température minimale est de −26,5 °C, atteinte le 20 décembre 2009,,.
Les paramètres climatiques de la commune ont été estimés pour le milieu du siècle (2041-2070) selon différents scénarios d'émission de gaz à effet de serre à partir des nouvelles projections climatiques de référence DRIAS-2020. Ils sont consultables sur un site dédié publié par Météo-France en novembre 2022.

## Urbanisme

### Typologie
Au 1er janvier 2024, Augea est catégorisée commune rurale à habitat dispersé, selon la nouvelle grille communale de densité à sept niveaux définie par l'Insee en 2022.
Elle est située hors unité urbaine. Par ailleurs la commune fait partie de l'aire d'attraction de Lons-le-Saunier, dont elle est une commune de la couronne,. Cette aire, qui regroupe 139 communes, est catégorisée dans les aires de 50 000 à moins de 200 000 habitants,.

### Occupation des sols
L'occupation des sols de la commune, telle qu'elle ressort de la base de données européenne d’occupation biophysique des sols Corine Land Cover (CLC), est marquée par l'importance des territoires agricoles (71,8 % en 2018), une proportion sensiblement équivalente à celle de 1990 (71,4 %). La répartition détaillée en 2018 est la suivante : 
terres arables (38,8 %), prairies (27,4 %), forêts (25,8 %), zones agricoles hétérogènes (5,6 %), zones urbanisées (2,4 %). L'évolution de l’occupation des sols de la commune et de ses infrastructures peut être observée sur les différentes représentations cartographiques du territoire : la carte de Cassini (XVIIIe siècle), la carte d'état-major (1820-1866) et les cartes ou photos aériennes de l'IGN pour la période actuelle (1950 à aujourd'hui).

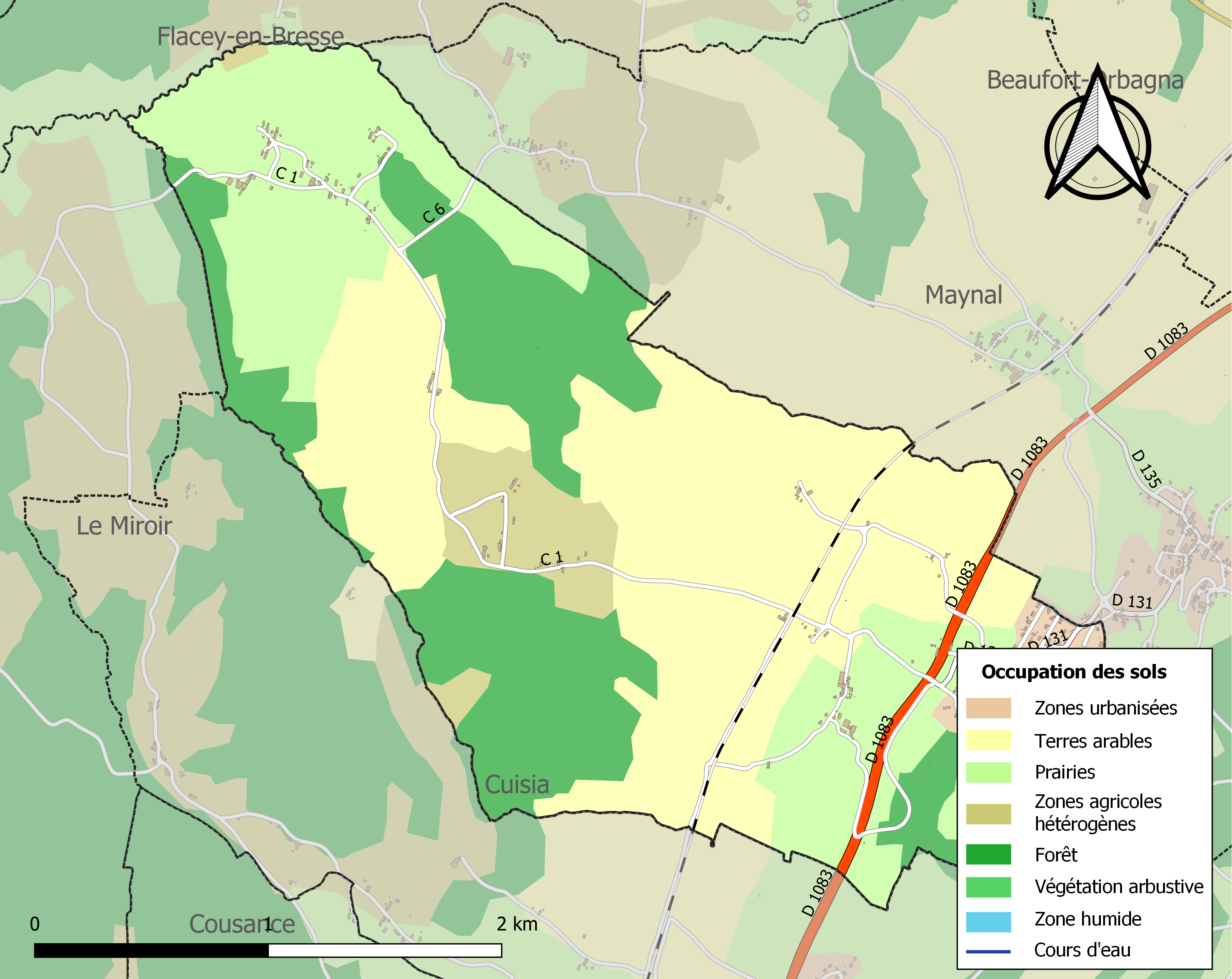
Carte des infrastructures et de l'occupation des sols de la commune en 2018 (CLC).

## Histoire
Les découvertes de vestiges, de constructions et de sculptures romaines prouvent les origines gallo-romaines d’Augea.
Augea fut possédé plusieurs siècles par la famille de Poligny.
Un château féodal, qui fut entièrement démantelé par ordre de Louis XIV, était une des places fortes de la ligne de défense de la Franche-Comté pour laquelle, son héros mythique le capitaine de Lacuzon livra une dernière bataille victorieuse contre les troupes françaises dans la plaine du côté du hameau de Bois Laurent.
Avec l'église intercommunale située sur la commune de Maynal et son clocher fortifié, le village se caractérise par la qualité architecturale de certaines maisons vigneronnes typiques du Revermont et aussi par celle de l'habitat bressan.
Haut lieu de la Résistance, Augea est inscrit dans un registre au mémorial de l’Holocauste à Jérusalem et a reçu le diplôme du Yad Vashem en reconnaissance du comportement de ses habitants envers des réfugiés juifs pendant la guerre 1939-1945.

## Politique et administration

### Liste des maires
La mairie est installée depuis 1994 dans l'ancienne fromagerie restaurée.
| Période                                  | Période                     | Identité          | Étiquette | Qualité         |
| ---------------------------------------- | --------------------------- | ----------------- | --------- | --------------- |
| Les données manquantes sont à compléter. |                             |                   |           |                 |
| avant 1988                               | ?                           | Jean Moureau      |           |                 |
| mars 2001                                | mars 2014                   | Jean-Claude Coron |           |                 |
| mars 2014                                | En cours (au 30 avril 2014) | Jean-Denis Amet   | DVG       | Cadre supérieur |

## Démographie
L'évolution du nombre d'habitants est connue à travers les recensements de la population effectués dans la commune depuis 1793. Pour les communes de moins de 10 000 habitants, une enquête de recensement portant sur toute la population est réalisée tous les cinq ans, les populations de référence des années intermédiaires étant quant à elles estimées par interpolation ou extrapolation. Pour la commune, le premier recensement exhaustif entrant dans le cadre du nouveau dispositif a été réalisé en 2007.

En 2022, la commune comptait 279 habitants, en évolution de −1,41 % par rapport à 2016 (Jura : −0,81 %, France hors Mayotte : +2,11 %).
| 1793 | 1800 | 1806 | 1821 | 1831 | 1836 | 1841 | 1846 | 1851 |
| ---- | ---- | ---- | ---- | ---- | ---- | ---- | ---- | ---- |
| 458  | 505  | 540  | 510  | 542  | 590  | 611  | 639  | 651  |

| 1856 | 1861 | 1866 | 1872 | 1876 | 1881 | 1886 | 1891 | 1896 |
| ---- | ---- | ---- | ---- | ---- | ---- | ---- | ---- | ---- |
| 610  | 624  | 605  | 590  | 601  | 585  | 594  | 601  | 582  |

| 1901 | 1906 | 1911 | 1921 | 1926 | 1931 | 1936 | 1946 | 1954 |
| ---- | ---- | ---- | ---- | ---- | ---- | ---- | ---- | ---- |
| 546  | 532  | 530  | 488  | 431  | 402  | 399  | 355  | 346  |

| 1962 | 1968 | 1975 | 1982 | 1990 | 1999 | 2006 | 2007 | 2012 |
| ---- | ---- | ---- | ---- | ---- | ---- | ---- | ---- | ---- |
| 341  | 295  | 274  | 243  | 285  | 272  | 279  | 280  | 296  |

| 2017 | 2022 | - | - | - | - | - | - | - |
| ---- | ---- | - | - | - | - | - | - | - |
| 277  | 279  | - | - | - | - | - | - | - |